# Орло (Мазовецьке воєводство)
Орло (пол. Orło) — село в Польщі, у гміні Малкіня-Ґурна Островського повіту Мазовецького воєводства.
Населення — 248 осіб (2011).
У 1975-1998 роках село належало до Остроленцького воєводства.

## Демографія
Демографічна структура станом на 31 березня 2011 року:
|          | Загалом | Допрацездатний вік | Працездатний вік | Постпрацездатний вік |
| -------- | ------- | ------------------ | ---------------- | -------------------- |
| Чоловіки | 110     | 20                 | 79               | 11                   |
| Жінки    | 138     | 39                 | 72               | 27                   |
| Разом    | 248     | 59                 | 151              | 38                   |